# 对瓣苔属
对瓣苔属（学名：Phyllothallia）是对瓣苔科的一属。

## 下属物种
本属包括以下物种：
- Phyllothallia fuegiana R.M.Schust.
- Phyllothallia nivicola E.A.Hodgs.